# 1105 Fragaria
Az 1105 Fragaria (ideiglenes jelöléssel 1929 AB) a Naprendszer kisbolygóövében található aszteroida. Karl Wilhelm Reinmuth fedezte fel 1929. január 1-én, Heidelbergben.